# Championnats de France de tennis de table 1997
Navigation
Levallois-Perret 1996 Amiens 1998
Les championnats de France de tennis de table 1997 se jouent à Marseille.

## Résultats
| Homme                | Homme                             | Femme           | Femme                             | Double mixte                   |
| Simple               | Double                            | Simple          | Double                            | Double mixte                   |
| -------------------- | --------------------------------- | --------------- | --------------------------------- | ------------------------------ |
| Jean-Philippe Gatien | Nicolas Chatelain Stéphane Lebrun | Sylvie Plaisant | Emmanuelle Coubat Sylvie Plaisant | Anne Boileau Christophe Legoût |